# (63494) 2001 OX63
2001 أو أكس 63 (ويعرف أيضًا باسم (63494) 2001 أو أكس 63 وفق تسمية الكوكب الصغير) (بالإنجليزية: 2001 OX63)‏ هو كويكب ضمن حزام الكويكبات؛ وترتيبه 63494 من حيث الاكتشاف.
اكتُشف هذا الجُرم الفلكي بواسطة تعقب الأجرام القريبة من الأرض في 23 يوليو 2001.

## وصلات خارجية
- (63494) 2001 OX63 في قاعدة بيانات مختبر الدفع النفاث لأجرام النظام الشمسي الصغيرة

- الاكتشاف · مخطط المدار ·  العناصر المدارية · المعلمات المادية

- (63494) 2001 OX63 على موقع ويكي سكاي: DSS2, SDSS, GALEX, IRAS, Hydrogen α, X-Ray, Astrophoto, Sky Map, Articles and images